# República Checa en los Juegos Paralímpicos de Pekín 2022
La República Checa estuvo representada en los Juegos Paralímpicos de Pekín 2022 por 21 deportistas masculinos. El equipo paralímpico checo no obtuvo ninguna medalla en estos Juegos.